# Roperova řeka
Roperova řeka (anglicky Roper River) je řeka v Severním teritoriu Austrálie. Vzniká nedaleko Mataranky soutokem zdrojnic Roper Creek a Waterhouse River a vlévá se do Carpentarského zálivu. Je dlouhá 1010 km, její povodí má rozlohu 81 794 km² a průměrný průtok činí 158,4 m³/s. Na horním toku se nachází národní park Elsey. Řeka tvoří jižní hranici Arnhemské země. Splavných je posledních 145 kilometrů za osadou Roper Bar. Jako první Evropan prozkoumal tok řeky v roce 1845 Ludwig Leichhardt a pojmenoval ji po členu své výpravy Johnu Roperovi.